# الحجف (حبيل جبر)

تعديل مصدري - تعديل

الحجف هي إحدى قرى عزلة حبيل جبر بمديرية حبيل جبر التابعة لمحافظة لحج، بلغ تعداد سكانها 282 نسمة حسب تعداد اليمن لعام 2004.